# Breviceps fuscus
Breviceps fuscus es una especie de anfibios de la familia Brevicipitidae oriunda de Sudáfrica.